# Рукописи Томбукту

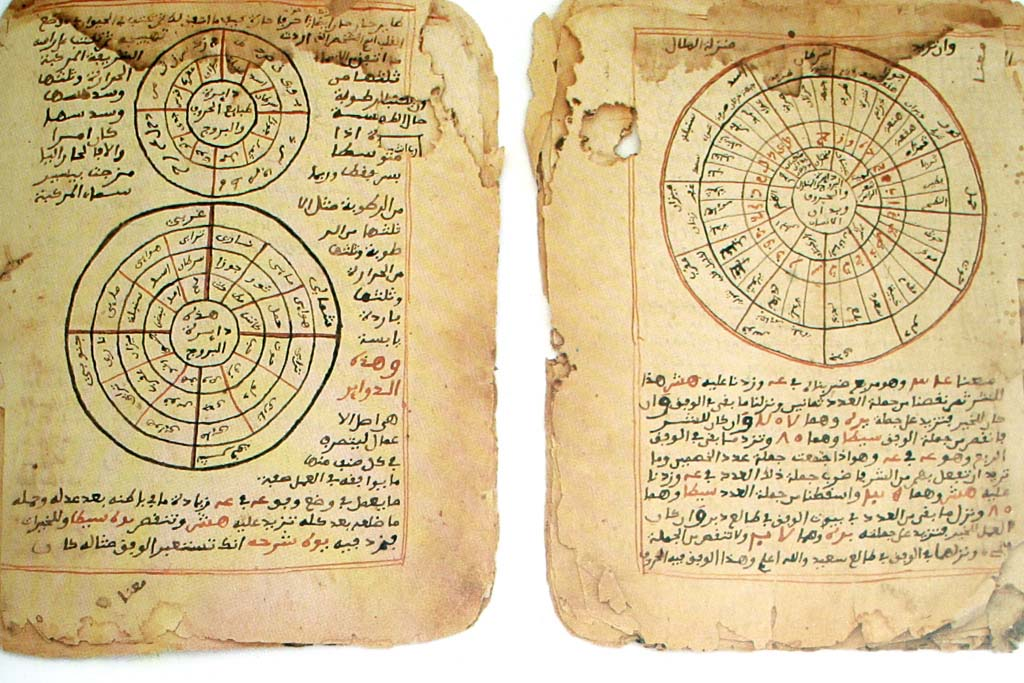
В этой рукописи представлены математические и астрономические данные

Рукописи Томбукту — сохранившаяся коллекция рукописей, которые часто сохранялись в обычных домах города Томбукту (Мали). Коллекция включает рукописи о математике, астрономии, искусстве, медицине и философии, а также о религии — в них переписывали Коран, также сохранилось схематическое изображение мечети в Медине. Количество рукописей — около 700 000.
Рукописи были написаны на арабском и местных языках, как например сонгай. Даты рукописей варьировались с конца XIII века до начала XX. Рукописи часто передавались по наследству. В некоторых домах создают библиотеки — есть знаменитая библиотека в доме Маммы Хайдары, там хранятся около 20 000 рукописей.
Существует организация «Lux-Development». Её целью является:
- сохранение рукописей
- научное использование рукописей
- использование рукописей для развития страны

## Уменьшение количества рукописей
Их количество постепенно уменьшается. Новости Мали рассказывали об имаме, который продал 4 рукописи — каждую за $50. В 2008 году из-за потопа в одном из домов было уничтожено около 700 рукописей. Многие из рукописей были уничтожены во время Туарегского восстания в 2013 году.

## Рукописи Томбукту в культуре
Про эти рукописи рассказывалось в журналах «Чудеса африканского мира» и «Скрытые сокровища Томбукту: исторический город исламской Африки». В 2008 году была выпущена книга о Томбукту. В 2009 году было выпущено 3 фильма об этих рукописях. В 2013 году был выпущен документальный фильм «Затерянные библиотеки Томбукту». В 2016 году была опубликована книга, в которой они упоминаются.